# Securigera
Securigera (Beilwicken oder Kronwicken) ist eine Pflanzengattung in der Unterfamilie der Schmetterlingsblütler (Faboideae) innerhalb der Familie der Hülsenfrüchtler (Fabaceae). Die etwa zwölf Arten sind Eurasien und in Nordafrika weitverbreitet.

## Beschreibung

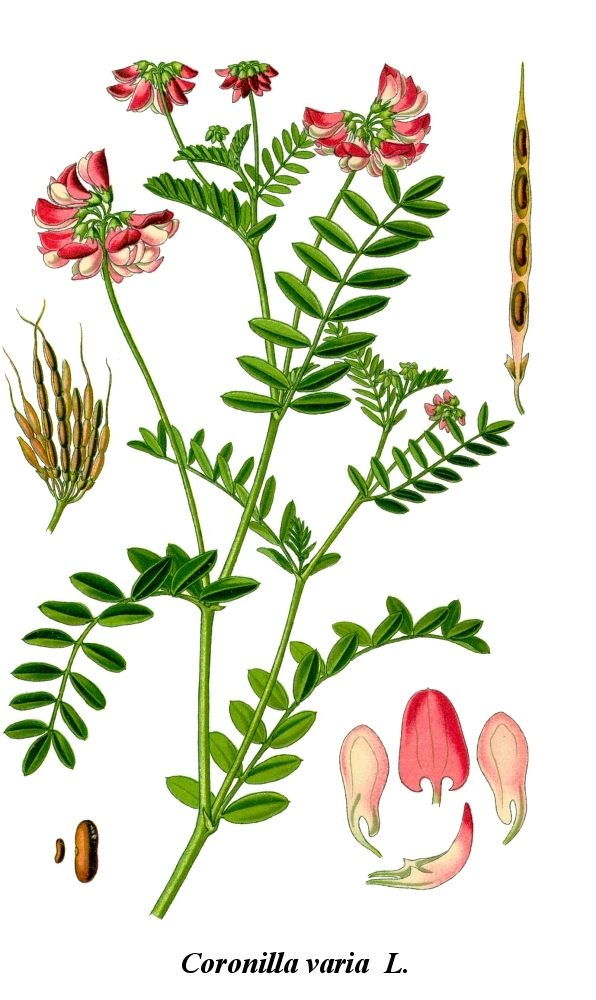
Illustration der Bunten Kronwicke (Securigera varia)

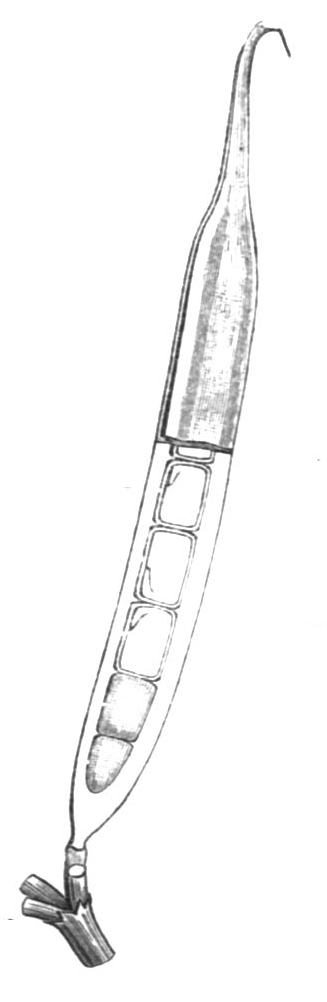
Illustration der Hülsenfrucht der Echten Beilwicke (Securigera securidaca)

### Erscheinungsbild und Blätter
Securigera-Arten sind ausdauernde oder einjährige krautige Pflanzen.
Die wechselständig angeordneten Laubblätter sind gestielt oder sitzend. Die unpaarig gefiederten Blattspreiten enthalten mehr als fünf Paare Fiederblättchen. Die Fiederblättchen sind ganzrandig. Es sind mehr oder weniger häutige, untereinander freie Nebenblätter vorhanden.

### Generative Merkmale
In den Blattachseln befinden sich auf deutlichen Blütenstandsschäften doldige Blütenstände mit vielen Blüten. Unter jedem Blütenstiel befindet sich ein häutiges Deckblatt.
Die zwittrigen Blüten sind zygomorph und fünfzählig mit doppelter Blütenhülle. Die fünf kahlen Kelchblätter sind zu einem glockenförmigen Blütenkelch verwachsen, der mehr oder weniger zweilippig ist. Die Kelchröhre ist viel kürzer als die Kelchzähne. Die Kelchoberlippe ist etwa so lang oder viel kürzer als die -unterlippe. Die drei Kelchzähne der Unterlippe sind viel länger als die zwei der Oberlippe. Die Blütenkronen besitzen die typische Form der Schmetterlingsblüten. Die fünf kahlen, geöhrten Kronblätter sind gelb, violett oder rosafarben. Die Fahne kann viel kürzer oder viel länger als der Blütenkelch sein. Die Fahne ist elliptisch. Das Schiffchen ist mehr oder weniger sichelförmig gebogen. Es sind zehn Staubblätter vorhanden. Die gelben Staubbeutel sind eiförmig. Das sitzende einzige Fruchtblatt ist zylindrisch und kahl. Die Narbe ist elliptisch.
Die Hülsenfrüchte sind elliptisch oder linealisch und enthalten zwei bis zwölf Samen.
Die Chromosomengrundzahl beträgt x = 6.

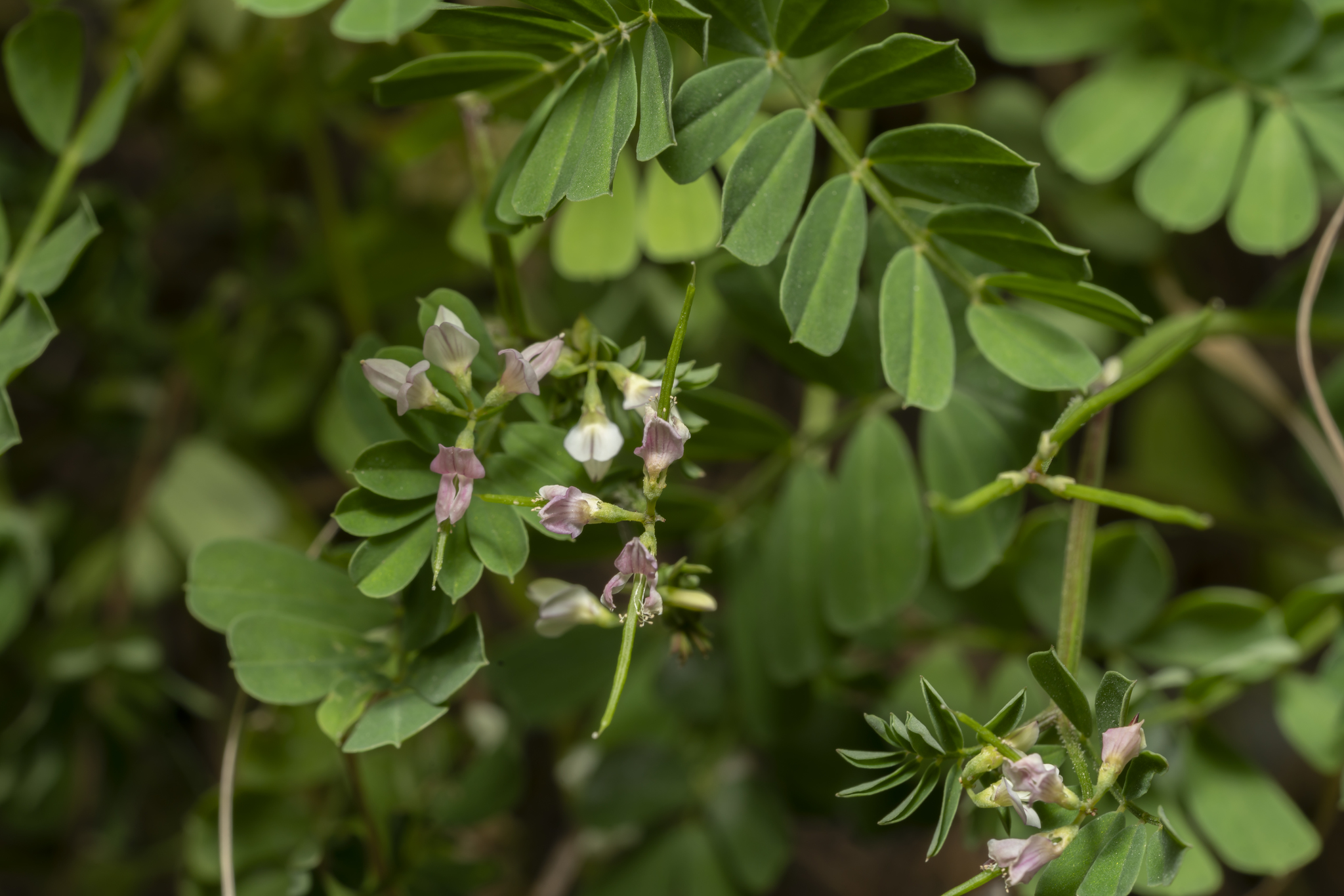
Securigera cretica

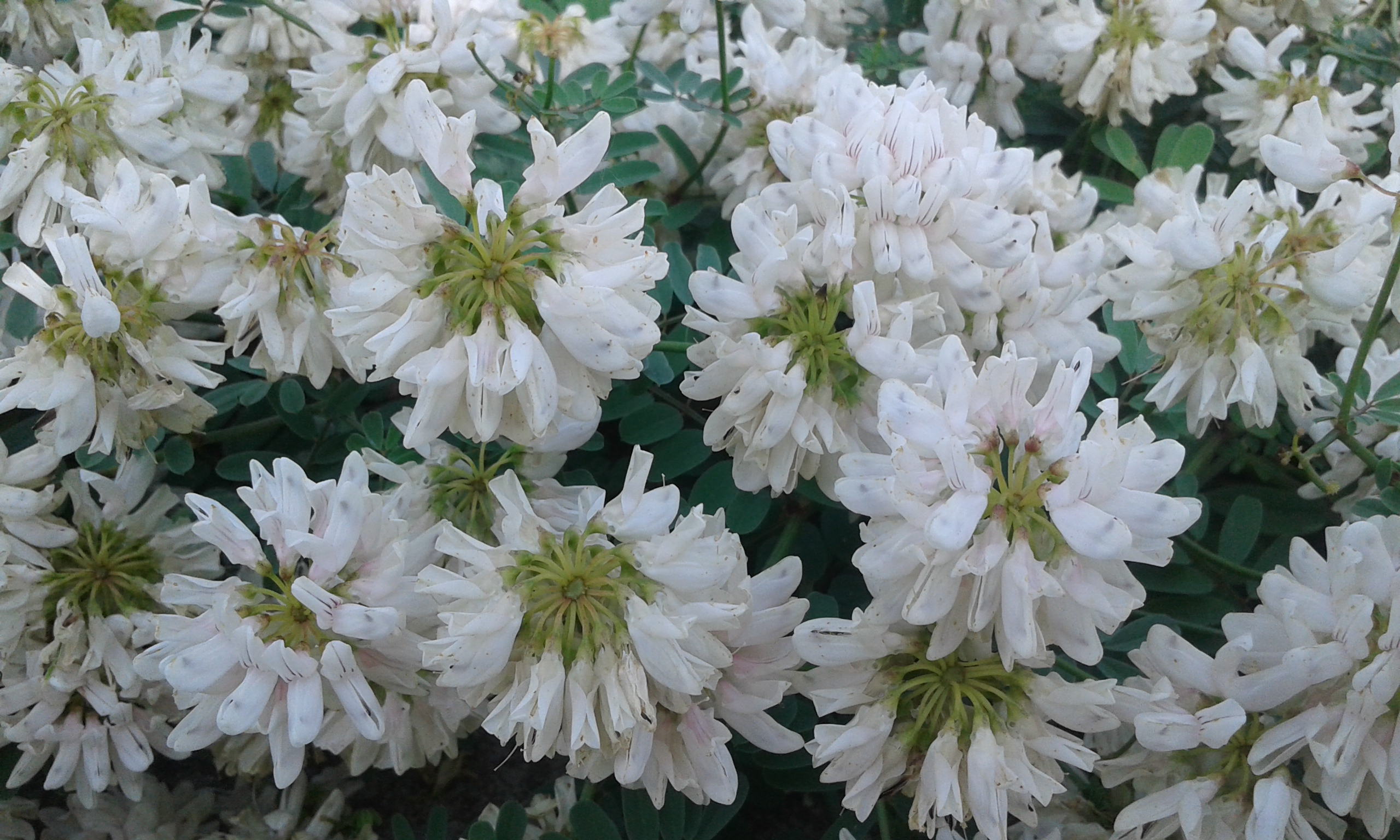
Blütenstände von Securigera globosa

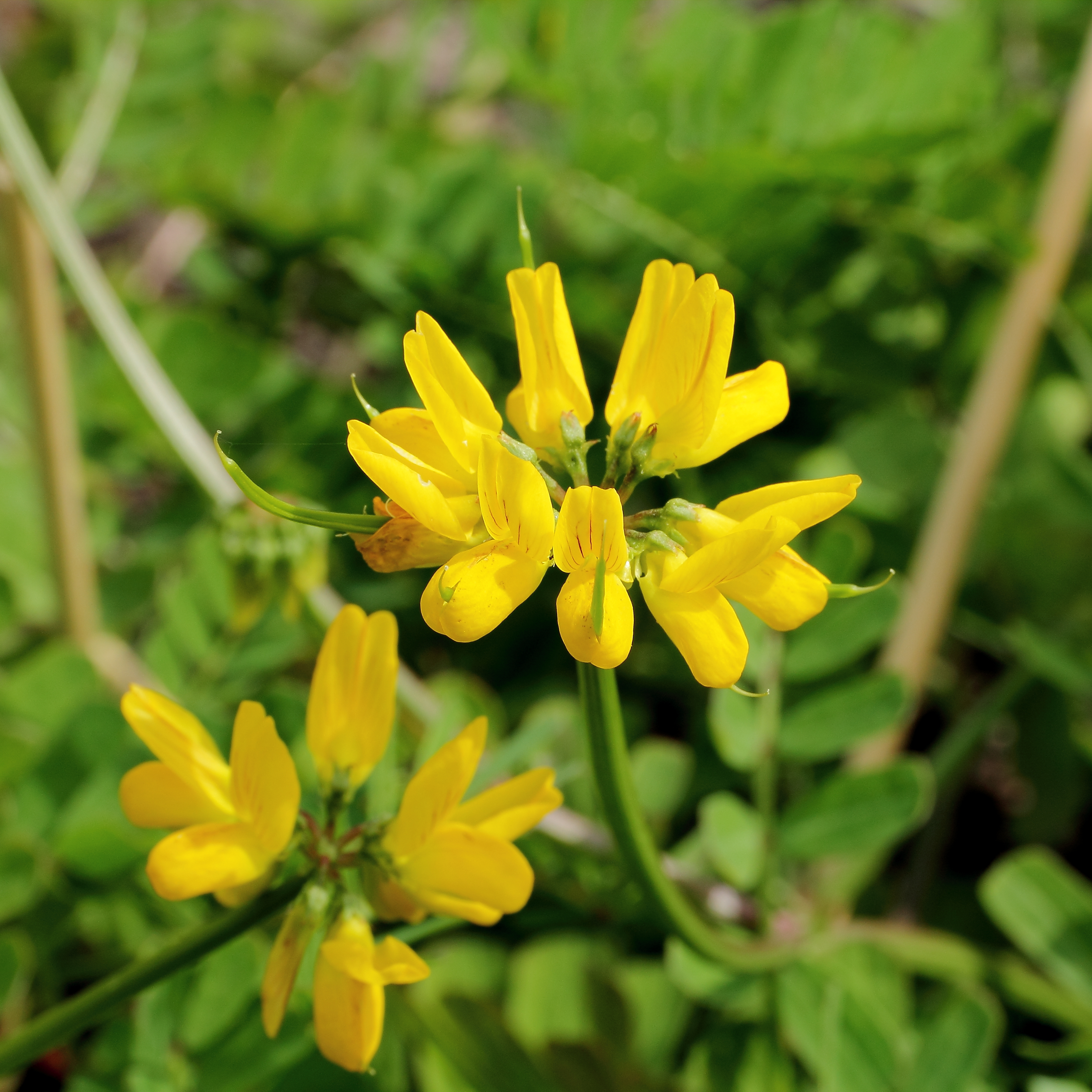
Doldiger Blütenstand mit gelben Blüten der Echten Beilwicke (Securigera securidaca)

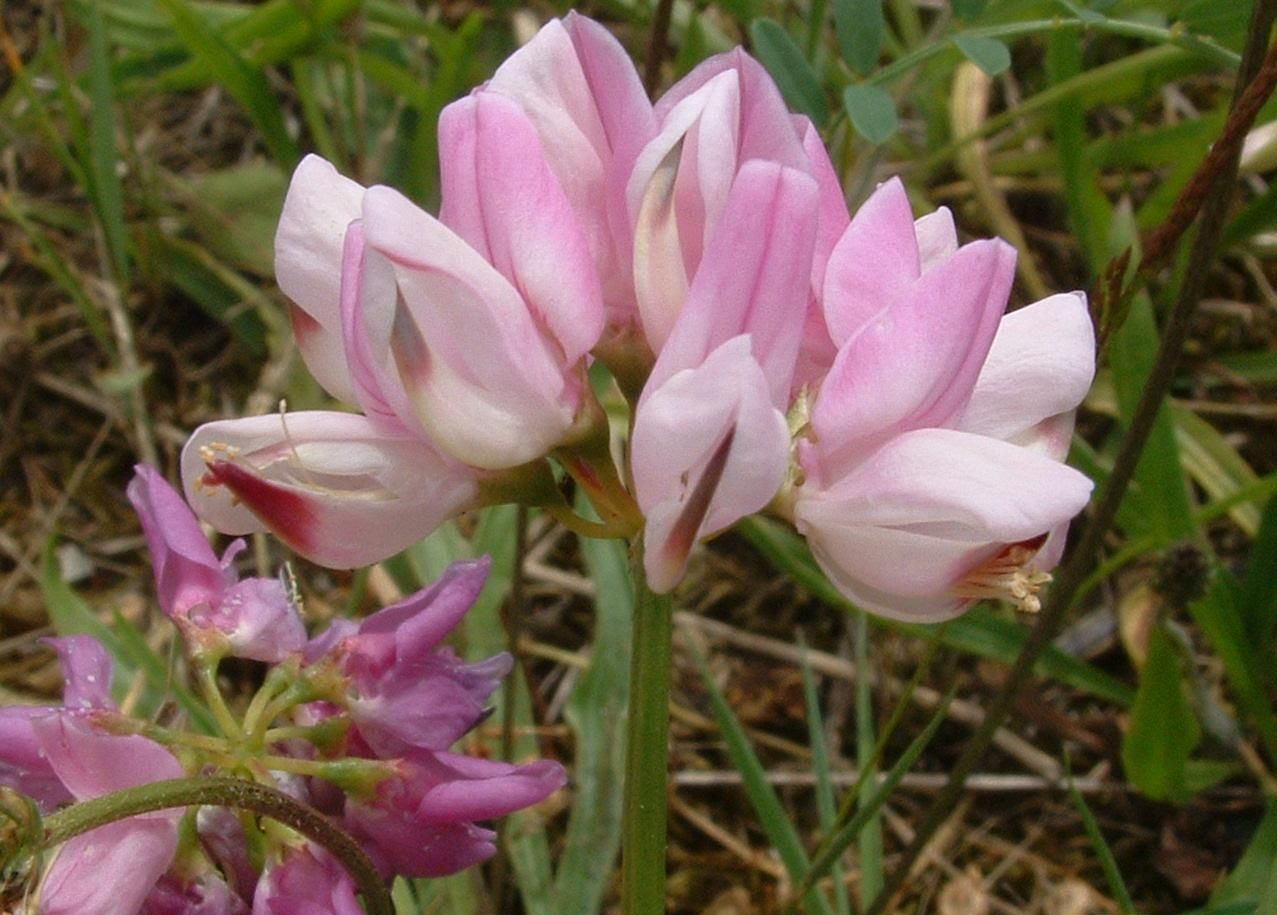
Blütenstand der Bunten Kronwicke (Securigera varia)

## Systematik und Verbreitung
Die Gattung Securigera wurde 1805 durch Augustin-Pyrame de Candolle in Flore Française. Troisième Édition, 4, S. 609 aufgestellt. Die Gattung Securigera gehört zur Untertribus Coronillinae aus der Tribus Loteae in der Unterfamilie Faboideae innerhalb der Familie Fabaceae. Lange Zeit galt Securigera als monotypische Gattung mit der einzigen Art Securigera securidaca. Per Lassen hat 1989 den Untertribus Coronillinae bearbeitet und dabei die Gattungen Coronilla, Hippocrepis und Securigera neu geordnet und gegeneinander abgegrenzt. Dabei wurde zum Beispiel die Bunte Kronwicke (Coronilla varia L.) in die Gattung Securigera als Securigera varia (L.) Lassen gestellt. Der Gattungsname Securigera setzt sich aus den lateinischen Wörtern securis für Beil und gero für tragen zusammen, dies bezieht sich auf die Form der Frucht der Typusart Securigera securidaca (L.) Degen & Dörfl.
Die Gattung Securigera kommt in weiten Teilen Eurasiens und in Nordafrika vor. Das Zentrum der Artenvielfalt ist der Mittelmeerraum. Manche Arten sind weltweit invasive Pflanzen.
Nach Lassens Überarbeitung 1989 werden zwölf Arten in die Gattung Securigera gestellt:
- Securigera atlantica Boiss. & Reut.: Sie kommt in Algerien und Tunesien vor.[5]
- Securigera carinata Lassen: Sie kommt in Griechenland und in der Türkei vor.[5]
- Securigera charadzeae (Chinth. & Tschuchr.) Czerep. (Syn.: Coronilla charadzeae Chinth. & Tschuchr.): Sie kommt in Georgien vor.[5]
- Securigera cretica (L.) Lassen (Syn.: Coronilla cretica L.): Sie ist im Mittelmeerraum in Italien, in Südosteuropa, in der Ägäis und in Westasien verbreitet.[5]
- Securigera elegans (Pančič) Lassen (Syn.: Coronilla elegans Pančič): Sie ist in Mittel- und Südosteuropa, von Albanien und Tschechien bis zur Ukraine verbreitet.[5]
- Securigera globosa (Lam.) Lassen (Syn.: Coronilla globosa Lam.): Dieser Endemit kommt nur auf Kreta vor.[5]
- Securigera grandiflora (Boiss.) Lassen (Syn.: Coronilla grandiflora Boiss.): Sie kommt in der Türkei vor.[5]
- Securigera libanotica (Boiss.) Lassen (Syn.: Coronilla libanotica Boiss.): Sie kommt in der Türkei und im Libanon vor.[5]
- Securigera orientalis (Mill.) Lassen (Syn.: Coronilla balansae (Boiss.) Grossh., Coronilla cappadocica Willd., Coronilla cappadocica var. balansae Boiss., Coronilla iberica Steven ex M. Bieb., Coronilla orientalis Mill.): Sie ist von der Türkei über Transkaukasien bis nach Russland und den Iran verbreitet.[5]
- Securigera parviflora (Desv.) Lassen (Syn.: Artrolobium parviflorum Desv., Coronilla parviflora Willd., Coronilla rostrata Boiss. & Spruner): Sie ist im Mittelmeerraum von Albanien über Griechenland und die Ägäis, Kreta sowie Zypern bis zur Türkei und Palästina bis Syrien verbreitet.[5]
- Echte Beilwicke (Securigera securidaca (L.) Degen & Dörfl., Syn.: Coronilla securidaca L., Securigera coronilla DC.): Sie ist in Südeuropa (westlich bis Frankreich), in Marokko, in der Ägäis, auf der Krim und in Vorderasien von Zypern bis zum Irak, Iran, in Pakistan und ins asiatische Russland verbreitet.[5]
- Securigera somalensis (Thulin) Lassen (Syn.: Coronilla somalensis Thulin): Sie kommt nur in Somalia vor.[5]
- Bunte Kronwicke oder Bunte Beilwicke, Rosenkronill (Securigera varia (L.) Lassen, Syn.: Coronilla varia L.): Ihr natürliches Verbreitungsgebiet ist Eurasien; sie ist in vielen Gebieten beispielsweise in Nordamerika, Neuseeland und Australien ein Neophyt.[5]